# هورودیشچه
شهر هورودیشچه (به روسی: Городище) در استان چرکاسی در کشور اوکراین واقع شده‌است. جمعیت این شهر ۱۵٬۶۴۵ نفر  است.